# إمارة برادوست

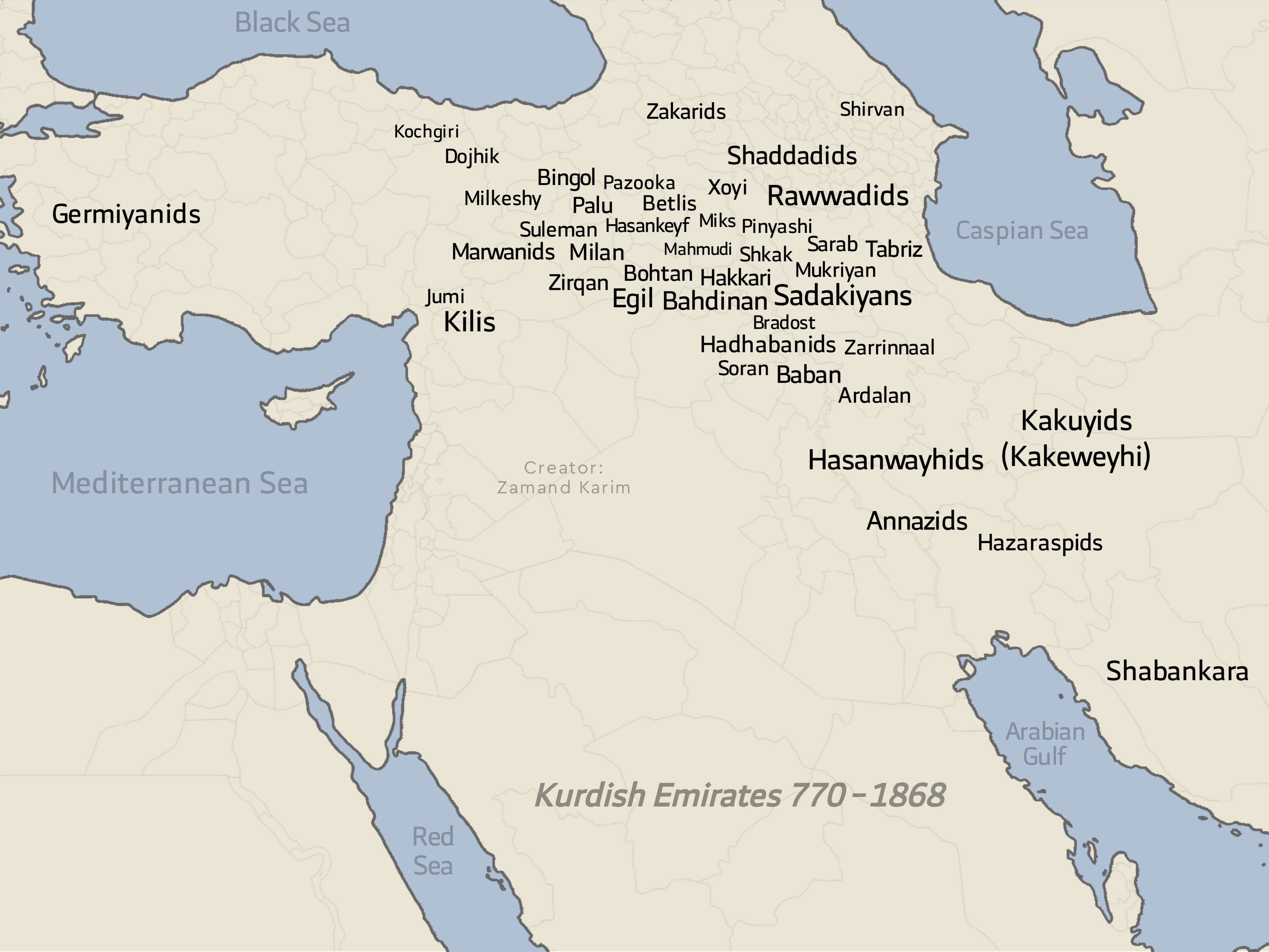
الإمارات الكردية

إمارة برادوست (بالكردية: Mîrektiya Biradost‏) هي إمارة كرديّة وراثية تأسست في عام 1510 وحكمت المنطقة من رواندز إلى نواحي تركور وصوماي ودول في جنوب أرومية، ثم أمتدت حكمها على نواحي من أربيل وبغداد وديار بكر بعد معركة جالديران في عام 1514.

## أنظر أيضا
- قائمة سلالات وبلدان الكردية
- إمارة كلس
- إمارة حصن كيفا